# Grenier à Novi Bečej
Le « grenier à Novi Bečej » (en serbe cyrillique : Житни магацин у Новом Бечеју ; en serbe latin : Žitni magacin u Novom Bečeju) est un grenier de stockage des céréales situé à Novi Bečej, dans la province de Voïvodine et dans le district du Banat central, en Serbie. Il est inscrit sur la liste des monuments culturels protégés de la République de Serbie (identifiant no SK 1986).

## Présentation
Le grenier de Novi Bečej a été construit entre 1778 et 1780. Il est constitué d'un bâtiment rectangulaire massif doté d'un rez-de-chaussée et de deux étages ; le dernier étage est réservé au stockage proprement dit. Les murs extérieurs mesurent 69 cm d'épaisseur ; les solives des planchers et le toit sont en bois. À l'intérieur, le bâtiment a conservé toutes ses structures en chêne : colonnes, poutres, traverses, voliges, escaliers, garde-corps etc. Les façades sont enduites de plâtre et le toit à quatre pans est recouvert de tuiles.
Le bâtiment sert encore pour le stockage des céréales et constitue l'une des plus anciennes constructions de ce genre dans la région de Novi Bečej, témoignant ainsi de l'ancienne façon d'entreposer le grain.